# Hesychoxenia praelonga
Hesychoxenia praelonga är en mossdjursart som först beskrevs av William MacGillivray 1890.  Hesychoxenia praelonga ingår i släktet Hesychoxenia och familjen Thalamoporellidae. Inga underarter finns listade i Catalogue of Life.